# Partia Republikanie
Partia Republikanie (Republikanie) – polska partia polityczna o programie konserwatywno-liberalnym, istniejąca w latach 1994–1998.

## Historia
Partia Republikanie została założona jesienią 1994, formalnie zarejestrowano ją 20 stycznia 1995. Nazwa nawiązywała do amerykańskiej Partii Republikańskiej, na niej też wzorowano program polityczny.
Ugrupowanie założyła grupa parlamentarzystów z Bezpartyjnego Bloku Wspierania Reform (z senatorem Zbigniewem Religą na czele), która dążyła do sformalizowania działalności tego stowarzyszenia. 31 stycznia 1995 powołano Parlamentarne Koło Republikanie, w skład którego weszli posłowie:
- Henryk Dyrda,
- Jerzy Eysymontt (jako przewodniczący),
- Tadeusz Kowalczyk,
- Bernard Szweda,
- Marek Wielgus.

Początkowo kandydatem Republikanów w wyborach prezydenckich w 1995 miał być Zbigniew Religa, który jednak nie wyraził zgody. Ugrupowanie opowiedziało się za Markiem Markiewiczem, wycofując jednak to poparcie przed pierwszą turą wyborów na rzecz Lecha Wałęsy.
22 stycznia 1996 koło poselskie przestało istnieć w związku z odejściem (do Nowej Polski) trzech posłów i śmiercią Marka Wielgusa w katastrofie lotniczej. Pod koniec działalności Sejmu II kadencji Republikanie posiadali dwóch przedstawicieli w tej izbie – do Jerzego Eysymontta dołączył Jacek Vieth, który sprawował mandat przez kilka tygodni (po śmierci Tadeusza Kowalczyka).
W 1996 partia podpisała porozumienie o współpracy z Unią Wolności, jednak w wyborach parlamentarnych w 1997 wystartowała wraz z m.in. Unią Polityki Realnej w ramach komitetu wyborczego Unia Prawicy Rzeczypospolitej. Lista ta zdobyła 266 317 głosów, tj. 2,03%, nie przekraczając progu wyborczego.
Na początku 1998 część działaczy partii niezadowolona ze sposobu sprawowania władzy przez jej kierownictwo utworzyła własne ugrupowanie o nazwie Republikanie Rzeczypospolitej Polskiej (partia ta istniała do 2006). Na przełomie lutego i marca tego samego roku Partia Republikanie przyłączyła się do Stronnictwa Konserwatywno-Ludowego.

## Przewodniczący
- 1994–1996: Zbigniew Religa
- 1996–1998: Jerzy Eysymontt